# Moringua abbreviata
Moringua abbreviata är en fiskart som först beskrevs av Bleeker, 1863.  Moringua abbreviata ingår i släktet Moringua och familjen Moringuidae. Inga underarter finns listade i Catalogue of Life.